# Sotto il segno di Caino
Sotto il segno di Caino è il nono album di studio (decimo - se si considera la raccolta di brani in italiano del 1982; undicesimo - se si tiene conto anche della collection successiva alla prima, I grandi successi di Miguel Bosé, con canzoni in entrambe le lingue) che il cantante italo-spagnolo Miguel Bosé pubblica, in Italia, nel 1994. Il titolo è tratto dall'omonimo secondo brano dell'album. Con il brano di apertura, Se tu non torni, Miguel vince il Festivalbar di quell'anno, per la terza volta nella sua carriera. La prima volta l'aveva vinto nel 1980 con Olympic Games e la seconda volta nel 1982 con la popolarissima Bravi ragazzi. Un altro brano molto popolare in Italia, tratto da Sotto il segno di Caino, è I cieli dell'est, inserita anche nel Best of Miguel Bosé del 1999. La versione spagnola di questa traccia, intitolata Nada particular, è stata inserita nell'album di duetti Papito, del 2007. Una curiosità riguarda invece la decisione di inserire la versione italiana del brano nel CD singolo della versione spagnola, per commercializzarlo poi in Messico, ma mai in Italia. Altri pezzi vengono pubblicati come singoli, o promossi come tali, in altri paesi, tra cui le versioni spagnole di Sotto un sole straniero (Sol forastero), Goccia a goccia (Gota a gota) e Ti mangerei il cuore (Te comería el corazón), note soprattutto nei paesi latini. Delle dodici tracce dell'edizione ispanica, uscita l'anno precedente, soltanto due, Mayo e La Americana, non vengono incluse nell'edizione italiana, che comprende quindi soltanto dieci pezzi. Con la vittoria di Se tu non torni al Festivalbar, e il plauso riservato dalla critica all'intero album, punto d'arrivo della lenta ma inesorabile metamorfosi stilistica, iniziata con Bandido, dieci anni prima, è il momento della rinascita, che continuerà negli anni successivi, fino al disco di duetti Papito che riporterà l'artista di nuovo in testa alle classifiche italiane, spagnole e di diversi altri paesi del mondo.

## Tracce
1. Se tu non torni 4:42 (Bosé, Ferrario, Grilli)
2. Sotto il segno di Caino 5:28 (Bosé, Cullum, McLelland, Ross, Toulson-Clarke, Ferrario, Grilli)
3. I cieli dell'est 6:00 (Bosé, Cullum, McLelland, Ross, Toulson-Clarke, Ferrario, Grilli)
4. Wako-Shaman 5:57 (Bosé, Cullum, McLelland, Ross, Toulson-Clarke, Ferrario, Grilli)
5. Ti mangerei il cuore 5:58 (Bosé, Cullum, McLelland, Ross, Ferrario, Grilli)
6. Sara 5:41 (Bosé, Cullum, McLelland, Ross, Toulson-Clarke, Ferrario, Grilli)
7. Prova a dirti che 4:45 (Bosé, Cullum, McLelland, Ross, Ferrario, Grilli)
8. Questa notte intanto va 5:57  (Bosé, Cullum, McLelland, Ross, Toulson-Clarke, Ferrario, Grilli)
9. Goccia a goccia 4:39 (Bosé, Ferrario, Grilli)
10. Sotto un sole straniero 4:12 (Bosé, Ferrario, Grilli)

## Formazione/Musicisti/Staff/Produzione
- Miguel Bosé: voce
- Bryn Nowarth: slide guitar
- Andy Ross: chitarra elettrica, batteria, percussioni, cori, organo Hammond, assistente alla produzione
- Ross Cullum: batteria, percussioni, basso, tastiere, sassofono
- Naresh Alì Kan: violino
- Stuart Gordon: violino
- Vicente Amigo (special guest): chitarra spagnola
- José Miguel Carmona: chitarra spagnola
- Javier Catala: chitarra elettrica
- Gino Pavone: percussioni
- Chris Hughes: maracas, batteria
- Jack Hues: flauto
- Sol Pilas: cori
- Andrea Bronston: cori
- Juan Canovas: cori
- José Ma Guzman: cori
- Maisa Hens: cori
- Wuebo: cori
- Edith Salazar: cori
- Antonio Carmona: seconda voce
- Sandy Mclelland: missaggio/masterizzazione al Mayfair (Londra), co-produzione
- Kevin Metcalfe: missaggio/masterizzazione al Townhouse (Londra)
- Maurizio Campagna: missaggio/masterizzazione al Metropolis (Milano)
- Dick Beetham: editing al Chop Em Out (Londra)

## Classifiche
| Classifica (1994) | Posizione massima |
| ----------------- | ----------------- |
| Cile              | 10                |
| Italia            | 10                |